# Tobias Jahn
Tobias Jahn (* 10. Mai 1986 in Babenhausen (Hessen)) ist ein deutscher Basketballspieler.

## Laufbahn
Jahn wechselte im Alter von 16 Jahren vom Fußball zum Basketball. Er spielte zunächst in seiner Heimatstadt Babenhausen (Hessen), danach in Aschaffenburg. Bei der BG Ober-Ramstadt sammelte er Erfahrung im Herrenbereich in der Regionalliga und ging 2004 für ein Jahr in die Vereinigten Staaten, wo er an der Fort Worth Christian High School (Bundesstaat Texas) spielte. Nach seiner Rückkehr bestritt er in der Saison 2005/06 erste Einsätze für den TV Langen in der 2. Basketball-Bundesliga.
2006 zog es Jahn wieder in die USA. Bis 2011 studierte und spielte er an der California State Polytechnic University, Pomona. In der Saison 2008/09 erreichte er mit der Hochschulmannschaft das Endspiel der Collegemeisterschaft NCAA Division 2, verlor dort aber gegen die University of Findlay. Im Finale erzielte Jahn 14 Zähler und acht Rebounds und wurde statistisch nur von seinem Mannschaftskameraden Larry Gordon übertroffen, der später als Profi unter anderem in der österreichischen und der deutschen Bundesliga spielen sollte. Im Frühjahr 2010 stand er mit Cal Poly Pomona erneut im Endspiel, diesmal gewann er mit seiner Mannschaft den NCAA-Division-2-Meistertitel. Im Finale trug Jahn in 17 Minuten Einsatzzeit zehn Punkte, drei Rebounds sowie zwei Korbvorlagen bei.
2011 kam er nach Deutschland zurück und verstärkte die Spielgemeinschaft Ehingen/Urspringschule in der 2. Bundesliga ProA, ehe er für eine Saison (2012/13) nach Langen zurückkehrte. Von 2013 bis 2015 stand er in Hanau (ProB) unter Vertrag und wechselte 2015 zurück nach Ehingen. Mit der Mannschaft wurde er 2016 Meister der ProB und stieg mit ihr damit in die zweithöchste deutsche Spielklasse auf. Auf dem Weg zur Meisterschaft erzielte Jahn in 30 Spielen Mittelwerte von 11,6 Punkten sowie 8,5 Rebounds. Letzteres war Mannschaftsbestwert. Ehingens Trainer Domenik Reinboth sprach anschließend von Jahns bester Saison seiner Karriere.
Im Sommer 2017 wechselte Jahn zur zweiten Mannschaft der Skyliners Frankfurt in die 2. Bundesliga ProB und kehrte 2020 zum TV Langen (mittlerweile in der Regionalliga) zurück. 2022 übernahm er in Langen das Traineramt. 2025 führte Jahn die Mannschaft zum Gewinn der Meisterschaft in der 1. Regionalliga Süd-West.